# Saint-Agnan-en-Morvan
Saint-Agnan-en-Morvan – miejscowość i gmina we Francji, w regionie Burgundia-Franche-Comté, w departamencie Nièvre.
Według danych na rok 1990 gminę zamieszkiwało 186 osób, a gęstość zaludnienia wynosiła 8 osób/km² (wśród 2044 gmin Burgundii Saint-Agnan-en-Morvan plasuje się na 725. miejscu pod względem liczby ludności, natomiast pod względem powierzchni na miejscu 336.).